# 愛知県道357号平沢御蔵線
愛知県道357号平沢御蔵線（あいちけんどう357ごう ひらさわみくらせん）は、愛知県豊田市内を通る一般県道である。

## 概要

### 路線データ
- 起点：愛知県豊田市平沢町
- 終点：愛知県豊田市御蔵町
- 延長：約8.9km

## 沿革
- 1959年12月15日：認定

## 通過する自治体
- 愛知県
  - 豊田市

## 接続する道路
- 国道153号（飯田街道）
- 愛知県道33号瀬戸設楽線

## 沿線・周辺
- 榊野温泉
- 豊田市立御蔵小学校
- 愛知県警察 足助警察署御蔵駐在所